# Gwarantowana cena maksymalna
Umowa z gwarantowaną ceną maksymalną, znana również jako GMP (ang. guaranteed maximum price), lub NTE, albo NTX (ceną nie do przekroczenia ang. not-to-exceed price) – umowa typu marżowego - kosztowego (znaną również jako umowa typu "open book" - ang. umowa otwartej książki), w której wykonawca otrzymuje rekompensatę za faktycznie poniesione koszty plus opłata stała - marża, ograniczona do ceny maksymalnej. Kontrahent ponosi odpowiedzialność za przekroczenia kosztów większe niż gwarantowana cena maksymalna, chyba że GMP została zwiększona formalnym zleceniem zmiany (tylko w wyniku dodatkowego zakresu robót zleconego przez klienta, a nie z powodu przekroczeń cen, błędów lub pominięć). Oszczędności wynikające z nieoczekiwanie niskich kosztów wracają do klienta.
Jest to rodzaj wynagrodzenia kosztorysowego, w Kodeksie Cywilnym opisanego w artykułach 629 do 631, znanego w języku angielskim jako koszt plus - ang. cost plus, oraz zapłata za czas (pracy) i materiały ang. time and materials (T&M).
Różni się to od umowy z ustaloną ceną, znanej również jako (ang. stipulated price contract), lub umowa ryczałtowa, ryczałt, w przypadku której wykonawca zazwyczaj zatrzymuje oszczędności kosztowe i zasadniczo stają się one dodatkowymi zyskami.